# Mirami
Mirami ist eine im Jahr 2010 gegründete ukrainische Girlgroup im Bereich der Pop- und Dancemusik.

## Name
Der Name Mirami ist eine Abwandlung des spanischen Satzes „¡Mira mí!“, welcher sinngemäß etwa „Schau mich an!“ bedeutet.

## Geschichte
Das Projekt Mirami wurde im Jahr 2010 von den Produzenten Andrij Bakun, Oleksandr Duda, Oleg Kowalskyj und Petro Guzar gegründet. Nach der Gründung begannen die Produzenten mit der Suche nach geeigneten Bandmitgliedern. Nach zweimaligem Vorsingen wurde die Sängerin und Journalistin Julia Ivashkiv als erstes Bandmitglied ausgewählt. Es folgte die Sängerin Yana Snitkus, ebenfalls angehende Journalistin. Die dritte ausgewählte Sängerin, Martha Moh, wurde kurzfristig durch Oksana Karpiak ersetzt, da sich die Produzenten eine blonde Frau wünschten. Kurz nachdem die Band komplett war, begannen die Aufnahmen für die erste Single. Das Lied Sexualna wurde ein Hit in Polen und machte die Gruppe auch in Resteuropa bekannt. Im September 2011 erschien das Debütalbum Miramimania und im Februar 2012 die Single Venus. Im Frühjahr 2012 entschied sich Yana Snitkus, die Gruppe zu verlassen und wurde durch das Model und Sängerin Tatiana Ivanov ersetzt. Kurz darauf erschien die Single Summer Dreams in Zusammenarbeit mit dem Sänger LayZee, welche den endgültigen Durchbruch in der internationalen Dance-Szene markiert. Im Herbst 2013 verließ auch Julia Ivashkiv die Band und wurde durch Kateryna Kuharieva ersetzt.

## Diskografie
Alben
- 2011: Miramimania (PL: Gold)[2]
- 2015: Sunrise
- 2021: Around the World

Singles
- 2010: Sexualna
- 2011: Miramimania
- 2012: Venus
- 2012: Summer Dreams (feat. LayZee)
- 2013: Amour 2013
- 2013: Amour 2013 (Remixes)
- 2013: Holiday (mit Crystal Lake)
- 2014: Upside Down (feat. Danzel)
- 2014: Amore Eh Oh!
- 2015: The Party'll Never End
- 2016: Я малюю (Ich zeichne)
- 2017: Інстинктивно (Instinktiv)
- 2017: Ecstasy
- 2018: Ecstasy (Remixes)
- 2019: Соколи (Falken)
- 2020: Нова радість стала (Es gab eine neue Freude)
- 2020: Вогонь (Feuer)
- 2020: Вогонь (Remixes) (Feuer)
- 2020: In the Air
- 2020: In the Air (Remixes)
- 2020: Dance with Me
- 2021: Dance with Me (Remixes)
- 2021: Мам (Mama) (feat. XAC)
- 2022: Червона калина (Roter Viburnum)
- 2023: Бавовна - солодка вата (Baumwolle - Zuckerwatte)
- 2023: For You
- 2023: For You (Remixes)
- 2023: Добрий вечір тобі (Guten Abend für Dich)